# Coleophora asterophagella
Coleophora asterophagella é uma espécie de mariposa do gênero Coleophora pertencente à família Coleophoridae.